# Jacek Krawczyk (archiwista)
Jacek Krawczyk (ur. 1954) – archiwista i bibliotekarz, pracownik Instytutu Literackiego.

## Życiorys
Studiował psychologię na Uniwersytecie Warszawskim. Po wprowadzeniu stanu wojennego pozostał we Francji. Pracownik paryskiego Komitetu „Solidarności”. W latach 1985–2009 był pracownikiem Instytutu Literackiego. W 1995 otrzymał Nagrodę Przyjaźni i Współpracy „Kultury”. W latach 2003–2009 był redaktorem pisma „Zeszyty Historyczne”. W czasie gdy pełnił  funkcję redaktora w 2009 w dowodzie uznania za wkład w ochronę polskiego dziedzictwa narodowego poza granicami kraju, Prezes Instytutu Pamięci Narodowej uhonorował zespół redakcyjny kwartalnika „Zeszyty Historyczne” nagrodą „Kustosza Pamięci Narodowej” im. Grzegorza Jakubowskiego.

## Wybrane publikacje
- (współautor: Janusz Szymański), Bibliografia : „Zeszyty Historyczne” 1–110 (1962–1994), Paryż: Instytut Literacki – Warszawa: „Pomost” 1996.
- (redakcja) Jerzego Giedroycia doktoraty honoris causa: przyznane przez Uniwersytet Jagielloński, Uniwersytet we Fryburgu, Uniwersytet Wrocławski, Uniwersytet Białostocki, Uniwersytet Warszawski, red. Halina Kosienkowska, Jacek Krawczyk, Andrzej Peciak, Lublin: Wydawnictwo Uniwersytetu Marii Curie-Skłodowskiej 1999.
- (redakcja) Jerzy Giedroyc, Juliusz Mieroszewski, Listy 1949–1956, t. 1–2, wybrał i wstępem poprzedził Krzysztof Pomian, przypisami i indeksami opatrzyli Jacek Krawczyk i Krzysztof Pomian, szkicem o Mieroszewskich i Mieroszewskim uzup. Piotr Wandycz, Warszawa: „Czytelnik” 1999.
- (redakcja) Jerzy Giedroyc, Melchior Wańkowicz, Listy 1945–1963, wyboru dokonała i wstępem opatrzyła Aleksandra Ziółkowska-Boehm, przypisy oprac. Aleksandra Ziółkowska-Boehm i Jacek Krawczyk, Warszawa: „Czytelnik” 2000.
- Bibliografia prac Krzysztofa Pomiana, 1953–2015 [w:] Wśród ludzi, rzeczy i znaków. Krzysztofowi Pomianowi w darze, red. Andrzej Kołakowski, Andrzej Mencwel, Jacek Migasiński, Paweł Rodak, Małgorzata Szpakowska, Warszawa: Wydawnictwa Uniwersytetu Warszawskiego 2015.